# Душечкина, Елена Владимировна
Еле́на Влади́мировна Душечкина (1 мая 1941, Ростов-на-Дону — 21 сентября 2020, Санкт-Петербург) — российский литературовед и культуролог, доктор филологических наук, профессор кафедры истории русской литературы филологического факультета Санкт-Петербургского государственного университета.

## Биография
Родилась 1 мая 1941 года в Ростове-на-Дону. Отец, Владимир Иванович Душечкин (1907—1977), участник Великой Отечественной войны, физиолог растений, кандидат биологических наук, долгие годы работал на опытных станциях Всесоюзного института растениеводства. Мать, Фоменко Вера Дмитриевна (1908—1995), была секретарем-машинисткой. С началом войны отца мобилизовали, а Елена Владимировна с матерью, сестрой и бабушкой оказалась на оккупированной территории. После освобождения Ростова-на-Дону они эвакуируются в Свердловскую область, откуда в 1944 году переезжают на Хибинскую полярную опытную станцию. На Кольском полуострове и на территории Майкопской опытной станции прошло детство Е. В. Душечкиной. В 1952 году её отца приглашают на работу в Таллин, где он долгие годы занимал должность старшего научного сотрудника в Институте экспериментальной биологии АН Эстонской ССР.
С 1958 г., после окончания средней школы, четыре года работала на Таллиннском заводе полупроводниковых сопротивлений, где получила квалификацию оператора-термиста. В 1959 году по комсомольской путевке ездила на строительство Прибалтийской ГРЭС. Параллельно училась заочно — сначала на отделении автоматики и телемеханики Таллиннского Политехнического института, с 1960 — на филологическом факультете ЛГУ. В 1962 перевелась на историко-филологический факультет Тартуского университета, который окончила в 1966, после чего была принята в аспирантуру при кафедре русской литературы ТГУ, возглавляемой Ю. М. Лотманом. Под руководством академика Д. С. Лихачёва написала кандидатскую диссертацию «Художественная функция чужой речи в Киевском летописании», защитив её в 1972 году. Ещё в аспирантские годы начинается её преподавательская деятельность на кафедре русской литературы ТГУ. С 1972 по 1977 — старший преподаватель кафедры русской литературы ТГУ. В 1977 году Елена Владимировна с семьей переезжает в Таллин, где вместе с мужем, известным фольклористом и литературоведом А. Ф. Белоусовым работает на кафедре русской литературы Таллиннского педагогического института. После переезда семьи в Ленинград в октябре 1990 года сначала занимала должность доцента на кафедре литературы Института культуры им. Н. Крупской, в 1992 была принята на должность доцента кафедры истории русской литературы СПбГУ. С 1999 года — профессор этой кафедры. В 1993 году там же защитила и свою докторскую диссертацию «Русский святочный рассказ: Становление жанра». Со времени обучения в аспирантуре читала курсы введения в литературоведение, истории древнерусской литературы и литературы XVIII века, вела спецсеминары, руководила фольклорными практиками. В СПбГУ читала курсы истории русской литературы 2-й пол. XIX века, вела спецсеминар по поэтике литературы того же периода, руководила работой филологического, дипломантского и аспирантского семинаров.
В 1990, 1992, 1996 годах как приглашенный профессор преподавала русскую литературу и вела семинары в ряде зарубежных университетов: в Университете штата Нью-Йорк (г. Олбани, США, 1990, 1992, 1994), Канзасском университете (г. Лоренс, США, 1996), читала курсы лекций в Даугавпилсском педагогическом университете (Латвия, 1999, 2001), в университете г. Йооэнсу (Финляндия), Таллиннском университете (Эстония) и т. д.
Автор пяти монографий и более 140 печатных работ. Научная деятельность Елены Душечкиной началась с исследования древнерусских текстов («Повесть временных лет», «Житие Феодосия Печерского», «Житие Михаила Клопского», «Житие протопопа Аввакума», литературная деятельность царя Алексея Михайловича и др.). В Таллиннском пединституте написала ряд работ по анализу стихотворных текстов (Ф. И. Тютчева, Н. А. Некрасова, А. Н. Плещеева и др.). В 1986 выпустила учебное пособие «Стилистика русской бытовой повести XVII в. (Повесть о Фроле Скобееве)». В 2002 году вышло первое издание её монографии «Русская елка: История. Мифология. Литература»; в 2007-м — книга «Светлана; Культурная история имени».
Комментаторская деятельность Е. В. Душечкиной проявилась в ряде публикаций по истории славяноведения: письма выдающихся русских славистов: П. Богатырева, А. Соловьева, С. Карцевского, Р. Якобсона (в соавторстве с американским профессором Х. Бараном), а также в подготовке текстов и написании комментария к ним в издании полного собрания сочинений Н. С. Лескова. В течение ряда лет состояла членом редколлегий журналов «Elementa: Journal of Slavic Studies and Comparative Cultural Semiotics» (США). С 2007 по 2010 была руководителем проекта «Виртуальная лаборатория: Николай Семенович Лесков: Жизнь и творчество» (Грант РГНФ). Являлась постоянным участником ежегодного семинара «Лесковский палимпсест».

## Основные работы
Книги
- Душечкина Е.В. Стилистика русской бытовой повести XVII века : (Повесть о Фроле Скобееве) : Учебный материал по древнерусской литературе.. — Таллин: ТПедИ, 1986.
- Русская календарная проза: Антология святочного рассказа. Учебные материалы по спецкурсу / Составление, вступительная статья, примечания — Е. В. Душечкина. Таллин: ТПедИ, 1988. 112 с.
- Петербургский святочный рассказ / Составление, вступительная статья и примечания - Е.В. Душечкина; Послесловие - Л. Я. Лурье. — Л.: Петрополь, 1991. — ISBN 5-88560-069-4.
- Святочные рассказы / Составление, послесловие, примечания — Е. В. Душечкина. М.: Рудомино, 1991. 224 с. — ISBN 5-7380-0006-4.
- Чудо рождественской ночи : Святочные рассказы. / Составление, примечания и вступительная статья - Е.В. Душечкина и Х. Баран. — СПб.: Художественная литература, 1993.  — ISBN 5-280-01981-X.
- Душечкина Е.В. Русский святочный рассказ: становление жанра.. — СПб.: Санкт-Петербург. гос. ун-т. - СПб.: Языковой центр СПбГУ, 1995. — ISBN 5-87403-049-2.
- Душечкина Е.В. Русская ёлка: История, мифология, литература.. — СПб.: Норинт (СПб.: Издательство Европейского университета в Санкт-Петербурге), 2002. — ISBN 5-7711-0126-5.
- Душечкина Е.В. Светлана. Культурная история имени.. — СПб.: Издательство Европейского университета в Санкт-Петербурге, 2007. — ISBN 978-5-94380-059-7.
- Душечкина Е.В. Повесть о Фроле Скобееве: Литературный и историко-культурный аспекты изучения: Учебное пособие. [2-е изд., испр., доп.] СПб.: СПбГУ, 2011. 116 с.
- Душечкина Е.В. Русская елка. История, мифология, литература. 2-е изд., перераб. и доп. СПб.: Европейский ун-т в СПб., 2012. 358 с., ил. — ISBN 978-5-94380-120-4.
- Душечкина Е.В. Русская елка. История, мифология, литература. 3-е изд., испр., доп. СПб.: Европейский ун-т в СПб., 2014. 360 с., ил.  — ISBN 978-5-94380-168-6.
- Душечкина Е.В. Повесть о Фроле Скобееве. История текста и его восприятие в русской культуре.. — 3-е изд., испр., доп.. — СПб.: Юолукка, 2018. — ISBN 978-5-4391-0418-5.
- Душечкина Е.В. Строгая утеха созерцанья: Статьи о русской культуре / Сост., отв. ред. Е. А. Белоусова. М.: Новое литературное обозрение, 2022. 808 c., илл. —  ISBN 978-5-4448-1767-4.
- Душечкина Е.В. Светлана. Культурная история имени. 2-е изд. М.: Новое литературное обозрение, 2023. 216 с., ил. — ISBN 978-5-4448-1895-4.
- Душечкина Е.В. Русская ёлка: История, мифология, литература. 4-е изд. М.: Новое литературное обозрение, 2023. 376 с., ил. — ISBN 978-5-4448-1919-7.
- Душечкина Е.В. Русский святочный рассказ: становление жанра. 2-е изд. М.: Новое литературное обозрение, 2023. 552 с.— ISBN 978-5-4448-1921-0.

Избранные статьи
- Дед Мороз и Снегурочка // Отечественные записки, 2003, № 1.
- Дед Мороз: этапы большого пути (К 160-летию литературного образа) // Новое литературное обозрение, 2001, № 47.
- История Деда Мороза в России // Русская ёлка. История, мифология, литература. СПб.: Норинт, 2002.
- Три века русской ёлки // Наука и жизнь, 2007, № 12; 2008, № 1.
- «Петербург — трясина»: Петербург в восприятии Чехова // Нева, 2009, № 12.